# Sopa primitiva

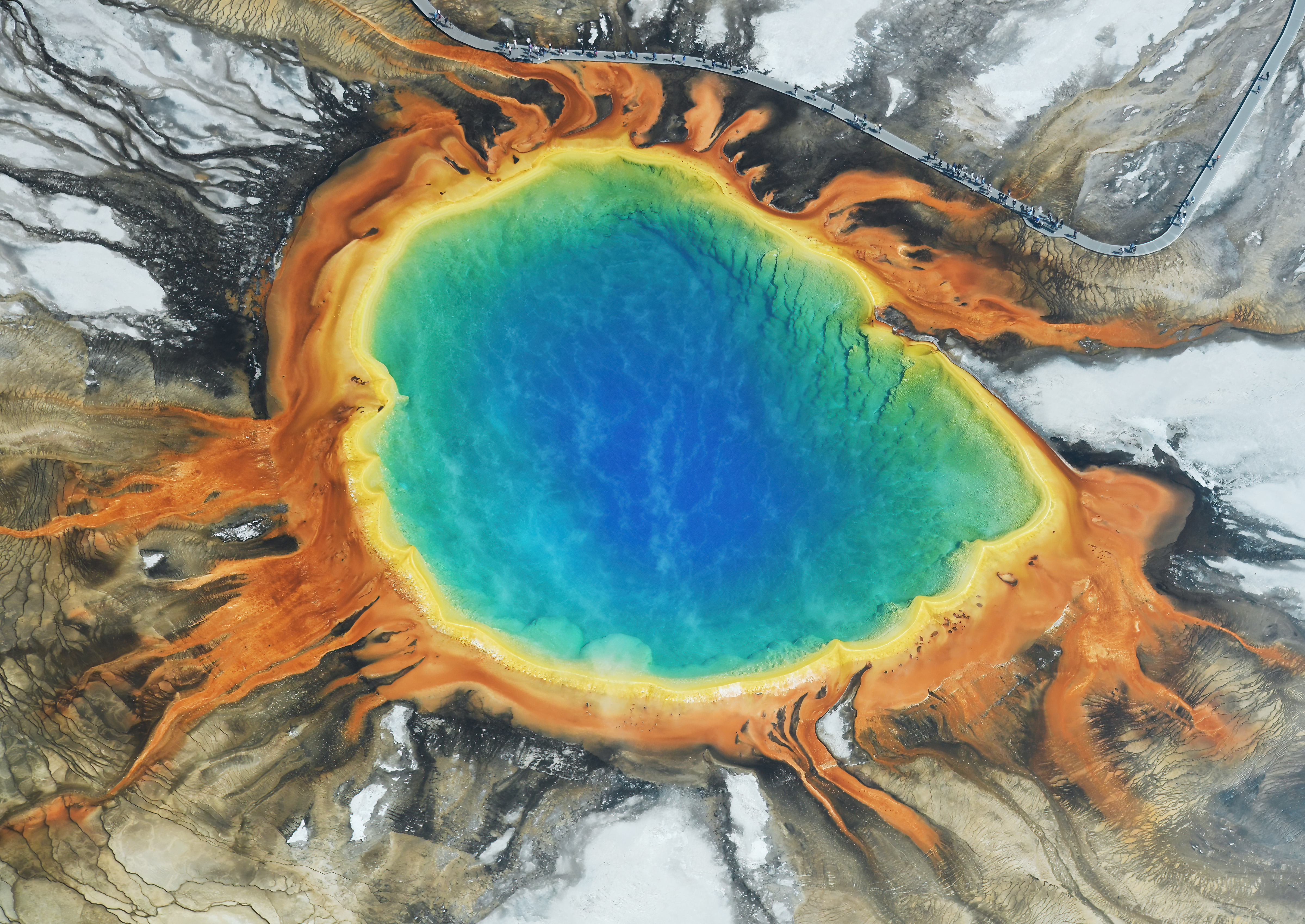
El Grand Prismatic Spring del Parc Nacional de Yellowstone. Se suposa que l'ambient d'aquest llac amb elevades temperatures i ambient reductor (absència d'oxigen), seria similar a l'ambient primigeni dels mars de la Terra.

La sopa primitiva (també anomenat primària,de la vida, brou prebiòtic o brou primordial) és la hipòtesi més acceptada sobre les condicions que van dur a l'origen de la vida al planeta Terra. Donen suport a aquesta hipòtesi experiments basats principalment a reproduir en un lloc hermètic les condicions que es van donar a la Terra fa milions d'anys i afegir-hi un líquid ric en compostos orgànics, compost majoritàriament de carboni, nitrogen i hidrogen majoritàriament—seria el brou prebiòtic— que s'exposa a raigs ultraviolats i energia elèctrica. El resultat és que es generen unes estructures simples d'ARN, en el seu moment versió primitiva de l'ADN, base de les criatures vives. Part d'aquest resultat va donar origen a la teoria dawkinsiana (que no darwiniana) de l'evolució.

## Estudi
El concepte es deu al biòleg rus Aleksandr Oparin, que en 1924 va postular la hipòtesi que l'origen de la vida a la Terra es deu a l'evolució química gradual a partir de molècules basades en el carboni, tot això de manera abiòtica. Stanley Miller va demostrar un model experimental de la sopa primitiva el 1953 a la Universitat de Chicago. Va introduir aigua, metà, amoníac i hidrogen en un recipient de vidre per simular les suposades condicions de la Terra primitiva. La barreja va ser exposada a descàrregues elèctriques i, una setmana després, una Cromatografia de capa fina va mostrar que s'havien format diversos aminoàcids i altres molècules orgàniques.
El 1959 el bioquímic català Joan Oró va aconseguir sintetitzar adenina per primera vegada, en un experiment realitzat a la Universitat de Houston a partir de la barreja d'àcid cianhídric, amoníac i aigua. Aquest experiment de Joan Oró, al costat de la síntesi d'aminoàcids aconseguida el 1953 en l'experiment de Miller i Urey, van marcar el naixement d'una nova especialitat: la química prebiòtica, és a dir, la síntesi de compostos orgànics a partir de compostos inorgànics.

## Condicions de la Terra primitiva[calcitació]
Fa aproximadament 5.000 milions d'anys es va formar la Terra, juntament amb la resta de sistema solar. Els materials de pols i gas còsmic que envoltaven el Sol van ser fusionant i solidificant per formar tots els planetes.
La Terra primitiva és un terme que s’utilitza per descriure les característiques i condicions del planeta Terra durant els seus primers 1.000 milions d'anys. Aquesta va anar patint canvis ambientals al llarg de la seva existència. En el seu inici, les seves condicions eren adverses a qualsevol forma de vida. Abans d’aparèixer les primeres formes de vida, la Terra va haver de sofrir un llarg procés d’evolució química. Durant aquests canvis, es van originar les primeres molècules precursores de vida.
La Terra primitiva destaca perquè la seva superfície estava exposada a la radiació solar i, com a conseqüència, tenia elevades temperatures que feien que tots els materials formessin part d’un mar de magma; a més, es caracteritzava per bombardejos de meteorits i asteroides i la presència de partícules ionitzades letals portades pel vent solar.
Més tard, la Terra primitiva es va anar refredant, i va permetre l'aparició d'escorça terrestre, aigua líquida, atmosfera, i condicions fisicoquímiques favorables a l'aparició de les primeres molècules orgàniques i, finalment, a l'origen i conservació de la vida. La seva atmosfera contenia elevades quantitats d’aigua i gasos com el nitrogen (N2), que era el més abundant, l'amoníac (NH3), el metà (CH4), el monòxid de carboni (CO) i l'hidrogen (H2), que a causa del seu lleuger pes, va desaparèixer. Durant aquest període, la Terra Primordial no tenia oxigen molecular (O2). L’oxigen es va formar més tard, principalment com a resultat de l'activitat fotosintètica.
Els àtoms de carboni a la Terra primigènia es van combinar amb l'hidrogen, amb el nitrogen, l'oxigen, el fòsfor i el sofre, i van generar una varietat molt extensa de compostos. En combinar-se amb l’hidrogen va sorgir la química orgànica, química de la matèria viva o química bioquímica, que està basada en molècules formades per àtoms de carboni envoltats per àtoms d'hidrogen.
Aquest conjunt de molècules riques en carboni van interactuar entre elles i d’aquesta manera, fa més de 4.000 milions d'anys, segons la teoria proposada per Oparin i Haldane a finals dels anys vint, hi hauria existit un “brou” prebiòtic o sopa primitiva, format per aquestes substàncies mesclades amb l’aigua calenta dels oceans primitius. Aquesta teoria sobre l'origen de la vida explica l’aparició de les primeres biomolècules.

## Formació de les primeres molècules orgàniques
Els científics consideren que les primeres molècules orgàniques van ser donades per les condicions primitives de la Terra de fa més de 4 mil milions d'anys a partir de substàncies químiques inertes (a aquest fenomen se l’anomena abiogènesi). Gràcies als volcans, temperatures molt elevades, rajos ultraviolats, els gasos que hi havia presents i tot el que comportaven les condicions inicials explicades prèviament, es van activar reaccions químiques.
Els elements que es trobaven tant al mar com a l’atmosfera es van ajuntar i d’aquesta manera van formar compostos com ara les proteïnes o els aminoàcids. A mesura que passava el temps, aquests elements es van anar unint i van crear sistemes pluricel·lulars delimitats per una membrana. Aquest tipus de sistemes poden ser estudiats a partir dels coneguts coacervats (considerats els possibles primers models precel·lulars).
Els sistemes previs a les cèl·lules semblants als coacervats mantenen un intercanvi de matèria en el medi al qual pertanyen. A base d’aquestes activitats, els sistemes s’anaven fent més complexos donant lloc als éssers vius.
Avui dia es considera que aquests canvis van ocórrer a escletxes o a bassals poc profunds. En aquest tipus d’ambients es pot haver donat la polimerització de molècules orgàniques que en anar ajuntant-se, eren progressivament més grans i complexos.
Un cop formades les molècules simples com els aminoàcids i els nucleòtids, en unir-se, formaven polímers (polipèptids i els polinucleòtids). La importància de la creació d’aquestes molècules és que els últims serveixen de patró per a formar més polímers. Perquè aquests actes fossin possibles, era necessària la participació de catalitzadors.
Els que realitzen la funció dels catalitzadors actualment són els enzims, però en les condicions primitives eren alguns ions metàl·lics i diversos minerals.

## Experiment de Miller i Urey
Per tal de demostrar la teoria presentada per Oparin i Haldane, S. Miller i H. C. Urey, el 1953, van realitzar l'experiment que reproduïa les condicions primitives (mescles gasoses d'hidrogen (H2), metà (CH4), amoníac (NH3) i vapor d’aigua (H20) a una temperatura de 80 °C amb descàrregues elèctriques) de l’atmosfera de la Terra. Al cap del temps, en el condensat refredat hi van trobar compostos orgànics solubles en aigua com ara la glicocol·la, l'alanina o l'àcid fòrmic. Es van realitzar diversos experiments semblant a aquest, però, canviant-hi les mescles de gasos i els tipus d'energia. Així, van obtenir molts aminoàcids que es poden trobar a les proteïnes (adenina, citosina, timina, etc). Es considera l'experiment clàssic sobre l'origen de la vida i representa la primera comprovació sobre la formació espontània de molècules orgàniques a partir de substàncies inorgàniques simples en les condicions ambientals adequades.